# Meurtre à Sasebo en 2004
Pour le meurtre de 2014 dans la même ville, voir Meurtre à Sasebo en 2014.
 (mai 2022).
La mise en forme du texte ne suit pas les recommandations de Wikipédia : il faut le « wikifier ».
Les points d'amélioration suivants sont les cas les plus fréquents. Le détail des points à revoir est peut-être précisé sur la page de discussion.
- Les titres sont pré-formatés par le logiciel. Ils ne sont ni en capitales, ni en gras.
- Le texte ne doit pas être écrit en capitales (les noms de famille non plus), ni en gras, ni en italique, ni en « petit »…
- Le gras n'est utilisé que pour surligner le titre de l'article dans l'introduction, une seule fois.
- L'italique est rarement utilisé : mots en langue étrangère, titres d'œuvres, noms de bateaux, etc.
- Les citations ne sont pas en italique mais en corps de texte normal. Elles sont entourées par des guillemets français : « et ».
- Les listes à puces sont à éviter, des paragraphes rédigés étant largement préférés. Les tableaux sont à réserver à la présentation de données structurées (résultats, etc.).
- Les appels de note de bas de page (petits chiffres en exposant, introduits par l'outil «  Source ») sont à placer entre la fin de phrase et le point final[comme ça].
- Les liens internes (vers d'autres articles de Wikipédia) sont à choisir avec parcimonie. Créez des liens vers des articles approfondissant le sujet. Les termes génériques sans rapport avec le sujet sont à éviter, ainsi que les répétitions de liens vers un même terme.
- Les liens externes sont à placer uniquement dans une section « Liens externes », à la fin de l'article. Ces liens sont à choisir avec parcimonie suivant les règles définies. Si un lien sert de source à l'article, son insertion dans le texte est à faire par les notes de bas de page.
- La présentation des références doit suivre les conventions bibliographiques. Il est recommandé d'utiliser les modèles {{Ouvrage}}, {{Chapitre}}, {{Article}}, {{Lien web}} et/ou {{Bibliographie}}. Le mode d'édition visuel peut mettre en forme automatiquement les références.
- Insérer une infobox (cadre d'informations à droite) n'est pas obligatoire pour parachever la mise en page.

Pour une aide détaillée, merci de consulter Aide:Wikification.
Si vous pensez que ces points ont été résolus, vous pouvez retirer ce bandeau et améliorer la mise en forme d'un autre article.
 (mai 2022).
Le contenu est difficilement compréhensible vu les erreurs de traduction, qui sont peut-être dues à l'utilisation d'un logiciel de traduction automatique.
Le meurtre commis à Sasebo en 2004 (佐世保小6女児同級生殺害事件, Sasebo shōroku joji dōkyūsei satsugai jiken), également connu sous le nom de meurtre Nevada-tan, est le meurtre d'une écolière japonaise de 12 ans, Satomi Mitarai (御手洗 怜美, Mitarai Satomi) , par une camarade de classe de 11 ans appelée « Girl A » .
Le meurtre s'est produit le 1er juin 2004 dans une école primaire de la ville de Sasebo dans la préfecture de Nagasaki. Le meurtrier a tranché la gorge et les bras de Mitarai avec un cutter. 
Les réactions furent nombreuses, des mèmes sur internet firent leur apparition ainsi que des débats sur l'abaissement de l'âge de la responsabilité pénale au Japon. Le nom du tueur n'a pas été communiqué à la presse, il fut nommé "Girl A", conformément aux procédures judiciaires japonaises interdisant l'identification des délinquants juvéniles. Le bureau des affaires juridiques du district de Nagasaki a mis en garde les internautes contre la divulgation de ses photos. Cependant, le nom de la jeune fille a été accidentellement révélé lors d'une émission de Fuji TV et des membres de la communauté Internet japonaise 2channel ont rendu publique son identité le 18 juin 2004, sur la base de l'analyse d'une image diffusée à la télévision,.

## Meurtre

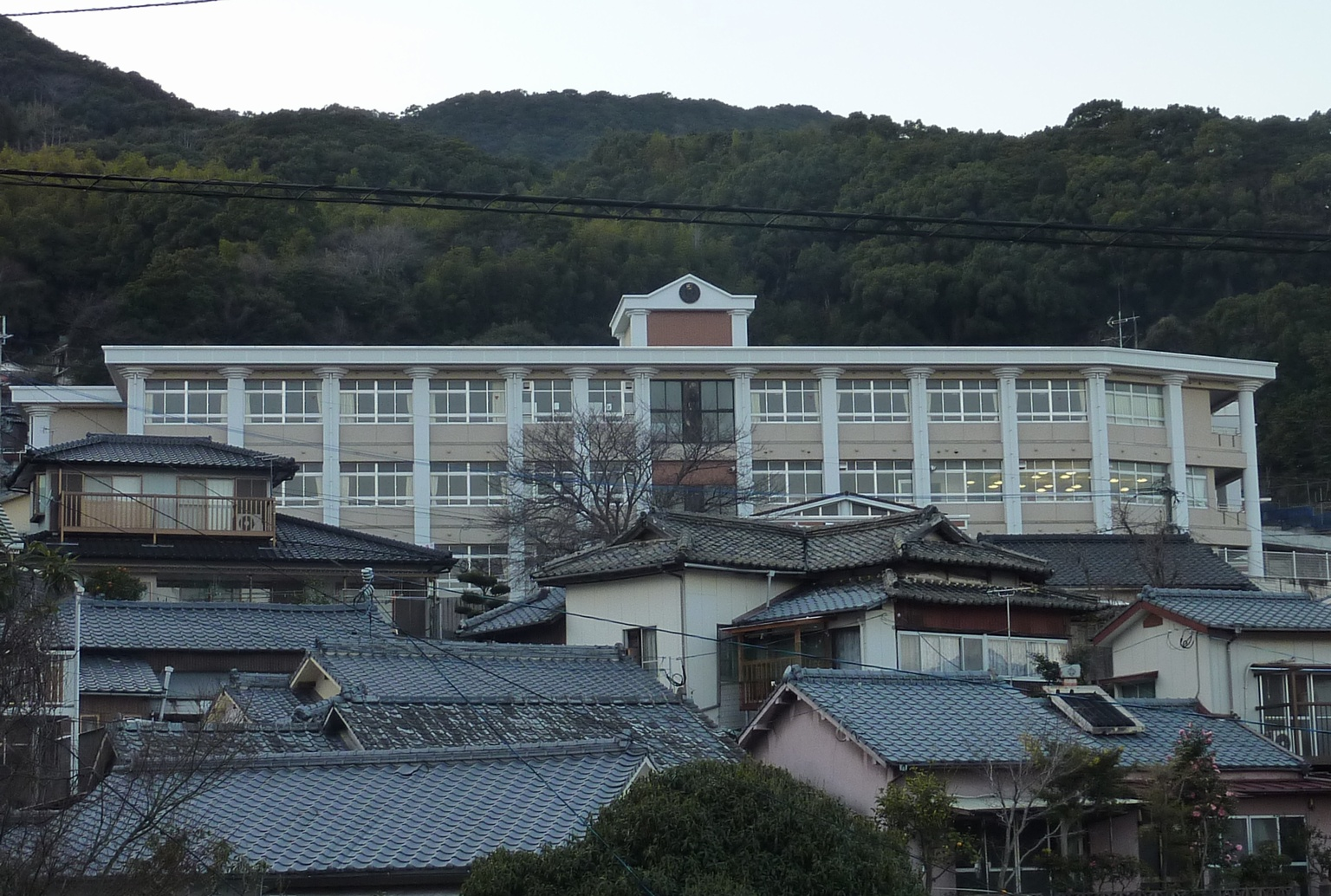
École élémentaire d'Okubo où l'incident a eu lieu (photo du 11 mars 2011)

Le 1er juin 2004 pendant l'heure du déjeuner, une écolière de 11 ans surnommée « Girl A » a assassiné sa camarade de classe de 12 ans, Satomi Mitarai, dans une salle de classe vide à l'école primaire d'Okubo à Sasebo, préfecture de Nagasaki. La fille A est retournée dans sa classe, ses vêtements couverts de sang, tenant son cutter et un mouchoir ensanglanté. Le professeur trouva le corps de la jeune fille et appela l'ambulance puis la police. 
Après avoir été placée en garde à vue, la fille A aurait avoué le crime aux policiers en disant "je suis désolée, je suis désolée".  Elle passa la nuit au poste de police, pleurant souvent et refusant de manger. La fille A n'avait initialement mentionné aucun motif pour le meurtre. Cependant peu de temps après, elle a avoué à la police qu'elle et Mitarai s'étaient disputées à la suite de messages laissés sur Internet. La fille A a affirmé que Mitarai l'avait calomniée en commentant son poids et en la traitant de "goody-goody".
Le 15 septembre 2004, un tribunal de la famille japonais décida d'institutionnaliser la fille A, mettant de côté son jeune âge en raison de la gravité du crime. Elle fut envoyée dans une maison de correction dans la préfecture de Tochigi. Le tribunal de la famille de Nagasaki a initialement condamné la fille A à deux ans d'engagement involontaire, mais la peine a été prolongée de deux ans en septembre 2006, à la suite d'une évaluation psychologique. Le 29 mai 2008, les autorités locales ont annoncé qu'elles ne demandaient pas de peine supplémentaire.

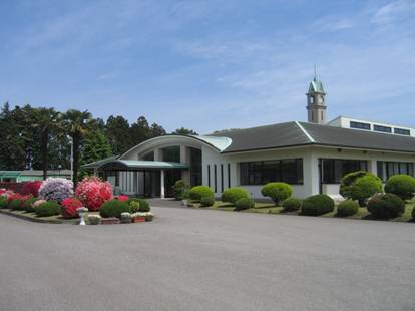
Une maison de correction dans la préfecture de Tochigi où "Girl A" a été institutionnalisée

En raison de certains troubles (problèmes de communication et intérêts obsessionnels), la fille A a été diagnostiquée du syndrome d'Asperger à la suite du meurtre.

## Réactions
Le meurtre a provoqué un débat au Japon sur la question de savoir si l' âge de la responsabilité pénale, abaissé de 16 à 14 ans en 2000 en raison des meurtres d'enfants de Kobe en 1997, devait être à nouveau abaissé. La fille A était considérée comme une enfant normale et bien adaptée avant l'incident, ce qui a rendu le public plus anxieux.
Des membres de la Diète japonaise, tels que Kiichi Inoue et Sadakazu Tanigaki, ont été critiqués pour des commentaires faits à la suite du meurtre. Inoue a été critiquée pour avoir qualifié la fille A de genki (vigoureux, vif), un mot aux connotations positives. Tanigaki a été critiqué pour avoir qualifié la méthode de meurtre, l'égorgement, d'acte "viril".
La fille A est devenue le sujet d'un mème Internet sur les communautés Web japonaises telles que 2channel. Elle a été surnommée "Nevada-tan" parce qu'une photo de classe montrait une fille qu'on croyait être elle portant un sweat-shirt de l'Université du Nevada à Reno, "-tan" étant une prononciation enfantine du suffixe honorifique japonais "-chan", généralement utilisé pour désigner les jeunes filles.
Akio Mori a cité ce cas à l'appui de sa théorie controversée du " cerveau du jeu ", qui a été critiquée comme n'étant rien de plus qu'une superstition.  La fille A aurait été fan de l'animation flash sur le thème de la mort "Red Room", une affirmation utilisée à l'appui de la théorie. On savait également que la fille A avait lu le roman controversé Battle Royale et avait vu son adaptation cinématographique, qui se concentre sur de jeunes étudiants se battant jusqu'à la mort.
Lors de la remise des diplômes de l'école élémentaire d'Okubo le 18 mars 2005, les élèves ont reçu un album de fin d'études avec une page vierge en l'honneur de la mort de Mitarai. Sur cette feuille, ils pouvaient mettre des photos de Mitarai, la fille A ou des photos de classe contenant les deux filles. Mitarai a reçu à titre posthume un certificat de fin d'études, que son père a accepté en son nom. La fille A a également reçu un certificat, car il en faut un au Japon pour entrer au collège. L'école pensait que cela l'aiderait à « se réintégrer dans la société ». 